# Обода
Обода — село в Хунзахском районе Дагестана. Административный центр сельского поселения Ободинский сельсовет.

## Географическое положение
Расположено в центральной части Дагестана и находится на реке Тобот, в 5 км к северо-западу от районного центра села — Хунзах.
Уличная сеть состоит из 21 географического объекта
ул. Гаджи Билалова,  ул. Гасана Абдулаева,  ул. Детского сада Рамашка,  ул. Заречная,  ул. Курамагомеда Билалова,  ул. Магомеда Абдулбасирова,  ул. Магомеда Шамхалова,  ул. Майндура Гамзатова,  ул. Медовая,  ул. Муртазали Амирханова,  ул. Муху Адуева,  ул. Наби Гаджиева,  ул. Пайзудина Магомедова,  ул. Парханисай Шуайбовой,  ул. Предгорная,  ул. Расула Рахматулаева,  ул. Речная,  ул. Степная,  ул. Тайгиба Малламагомедова,  ул. Центральная,  ул. Шахбанакади, ул. Школьная.

## Население
| 1888 | 1895 | 1926 | 1939 | 1970 | 1989 |
| ---- | ---- | ---- | ---- | ---- | ---- |
| 743  | ↘734 | ↘701 | ↗780 | ↘676 | ↘582 |
| 2002 | 2010 | 2021 |      |      |      |
| ↗759 | ↘667 | ↗843 |      |      |      |

По данным Всероссийской переписи населения 2010 года — моноэтничное аварское село.